# Serrodes flavitincta
Serrodes flavitincta är en fjärilsart som beskrevs av George Francis Hampson 1926. Serrodes flavitincta ingår i släktet Serrodes och familjen nattflyn. Inga underarter finns listade i Catalogue of Life.